# Ian Wright
Ian Edward Wright (Londra, 3 novembre 1963) è un opinionista ed ex calciatore inglese, di ruolo attaccante.

## Biografia
Nato a Woolwich nel 1963 da una famiglia di origini giamaicane, da piccolo è stato abbandonato dal padre ed è cresciuto con la madre e un padrino che è stato assai severo con lui e che talvolta ne ha abusato.
Particolarmente importante per Wright fu un suo professore alle elementari, Sydney Pigden, che si prese cura di lui come un padre. Il calciatore ha descritto Pigden come la prima figura maschile positiva della sua vita e ha raccontato come il professore gli avesse insegnato a canalizzare la rabbia e a contare fino a dieci prima di esplodere come era solito fare. Wright è rimasto successivamente legato a Pigden: quest'ultimo lo chiamò dopo il suo esordio con la Nazionale d’Inghilterra confidandogli che lo aveva reso orgoglioso come nient'altro nella sua vita; anni dopo, quando Wright credeva che Pigden fosse morto, lo rincontrò durante un'intervista mostrando tutta la sua commozione e gratitudine.
È padre di Bradley Wright-Phillips e genitore adottivo di Shaun Wright-Phillips, anch'essi calciatori.
Nel 1993 viene pubblicato il brano Do The Right Thing, scritto da Chris Lowe dei Pet Shop Boys e cantato da Wright stesso.

## Caratteristiche tecniche
Era un centravanti che si distingueva per il grande fiuto del gol, che gli ha consentito di segnare oltre trecento reti nel corso della sua carriera.

## Carriera

### Club
Ha legato i maggiori successi della sua carriera al Crystal Palace e soprattutto all'Arsenal, con cui ha vinto una Premier League (1997-1998), due FA Cup (1992-1993, 1997-1998), una League Cup (1992-1993) e una Coppa delle Coppe (1993-1994).
Si è ritirato dal calcio giocato nel 2000, dopo brevi parentesi con West Ham Utd, Nottingham Forest, Celtic e Burnley.

### Nazionale
Tra il 1990 e il 1998 ha giocato trentatré partite con la nazionale inglese, segnando nove gol; ciò nonostante non ha mai partecipato ad alcun torneo con i Tre Leoni, venendo per giunta scartato dalle liste finali per gli europei di campionato d'Europa 1992 e campionato d'Europa 1996 nonostante le ottime prestazioni con la maglia dell'Arsenal.

## Statistiche

### Presenze e reti nei club
| Stagione              | Squadra               | Campionato            | Campionato | Campionato | Coppe nazionali | Coppe nazionali | Coppe nazionali | Coppe continentali | Coppe continentali | Coppe continentali | Altre coppe | Altre coppe | Altre coppe | Totale | Totale |
| Stagione              | Squadra               | Comp                  | Pres       | Reti       | Comp            | Pres            | Reti            | Comp               | Pres               | Reti               | Comp        | Pres        | Reti        | Pres   | Reti   |
| --------------------- | --------------------- | --------------------- | ---------- | ---------- | --------------- | --------------- | --------------- | ------------------ | ------------------ | ------------------ | ----------- | ----------- | ----------- | ------ | ------ |
| 1985-1986             | Crystal Palace        | SD                    | 32         | 9          | FACup+CdL       | 1+1             | 0+0             | -                  | -                  | -                  | FMC         | 2           | 0           | 36     | 9      |
| 1986-1987             | Crystal Palace        | SD                    | 38         | 9          | FACup+CdL       | 1+4             | 0+1             | -                  | -                  | -                  | FMC         | 1           | 0           | 44     | 10     |
| 1987-1988             | Crystal Palace        | SD                    | 41         | 20         | FACup+CdL       | 1+3             | 0+3             | -                  | -                  | -                  | FMC         | 1           | 0           | 46     | 23     |
| 1988-1989             | Crystal Palace        | SD                    | 42+4       | 24+3       | FACup+CdL       | 1+2             | 0+1             | -                  | -                  | -                  | FMC         | 5           | 5           | 54     | 33     |
| 1989-1990             | Crystal Palace        | FD                    | 26         | 8          | FACup+CdL       | 4+4             | 2+1             | -                  | -                  | -                  | FMC         | 3           | 2           | 37     | 13     |
| 1990-1991             | Crystal Palace        | FD                    | 38         | 15         | FACup+CdL       | 3+5             | 1+3             | -                  | -                  | -                  | FMC         | 6           | 6           | 52     | 25     |
| ago. 1991             | Crystal Palace        | FD                    | 8          | 5          | FACup+CdL       | 0+0             | 0+0             | -                  | -                  | -                  | FMC         | 0           | 0           | 8      | 5      |
| Totale Crystal Palace | Totale Crystal Palace | Totale Crystal Palace | 225+4      | 90+3       |                 | 30              | 12              |                    | -                  | -                  |             | 18          | 13          | 277    | 118    |
| 1991-1992             | Arsenal               | FD                    | 30         | 24         | FA Cup+CdL      | 0+3             | 0+2             | CC                 | -                  | -                  | -           | -           | -           | 33     | 26     |
| 1992-1993             | Arsenal               | PL                    | 31         | 15         | FA Cup+CdL      | 7+8             | 10+5            | -                  | -                  | -                  | -           | -           | -           | 46     | 30     |
| 1993-1994             | Arsenal               | PL                    | 39         | 23         | FA Cup+CdL      | 3+4             | 1+6             | CdC                | 6                  | 4                  | CS          | 1           | 1           | 53     | 35     |
| 1994-1995             | Arsenal               | PL                    | 31         | 18         | FA Cup+CdL      | 2+3             | 0+3             | CdC                | 9                  | 9                  | SU          | 2           | 0           | 47     | 30     |
| 1995-1996             | Arsenal               | PL                    | 31         | 15         | FA Cup+CdL      | 2+7             | 1+7             | -                  | -                  | -                  | -           | -           | -           | 40     | 23     |
| 1996-1997             | Arsenal               | PL                    | 35         | 23         | FA Cup+CdL      | 1+3             | 0+5             | CU                 | 2                  | 2                  | -           | -           | -           | 41     | 30     |
| 1997-1998             | Arsenal               | PL                    | 24         | 10         | FA Cup+CdL      | 1+1             | 0+1             | CU                 | 2                  | 0                  | -           | -           | -           | 28     | 11     |
| Totale Arsenal        | Totale Arsenal        | Totale Arsenal        | 221        | 128        |                 | 45              | 41              |                    | 19                 | 15                 |             | 3           | 1           | 288    | 185    |
| 1998-1999             | West Ham Utd          | PL                    | 22         | 9          | FACup+CdL       | 1+2             | 0+0             | Int                | 1                  | 0                  | -           | -           | -           | 26     | 9      |
| 1999-gen. 2000        | Nottingham Forest     | FLC                   | 10         | 5          | FACup+CdL       | 0+0             | 0+0             | -                  | -                  | -                  | -           | -           | -           | 10     | 5      |
| gen.-giu. 2000        | Celtic                | SP                    | 8          | 3          | SC+CdL          | 1+1             | 0+0             | -                  | -                  | -                  | -           | -           | -           | 10     | 3      |
| 2000-2001             | Burnley               | FLC                   | 15         | 4          | FACup+CdL       | 0+0             | 0+0             | -                  | -                  | -                  | -           | -           | -           | 15     | 4      |
| Totale carriera       | Totale carriera       | Totale carriera       | 501+4      | 239+3      |                 | 80              | 53              |                    | 20                 | 15                 |             | 21          | 14          | 626    | 324    |

### Presenze e reti in nazionale
| Cronologia completa delle presenze e delle reti in nazionale ― Inghilterra | Cronologia completa delle presenze e delle reti in nazionale ― Inghilterra | Cronologia completa delle presenze e delle reti in nazionale ― Inghilterra | Cronologia completa delle presenze e delle reti in nazionale ― Inghilterra | Cronologia completa delle presenze e delle reti in nazionale ― Inghilterra | Cronologia completa delle presenze e delle reti in nazionale ― Inghilterra | Cronologia completa delle presenze e delle reti in nazionale ― Inghilterra | Cronologia completa delle presenze e delle reti in nazionale ― Inghilterra |
| Data                                                                       | Città                                                                      | In casa                                                                    | Risultato                                                                  | Ospiti                                                                     | Competizione                                                               | Reti                                                                       | Note                                                                       |
| -------------------------------------------------------------------------- | -------------------------------------------------------------------------- | -------------------------------------------------------------------------- | -------------------------------------------------------------------------- | -------------------------------------------------------------------------- | -------------------------------------------------------------------------- | -------------------------------------------------------------------------- | -------------------------------------------------------------------------- |
| 6-2-1990                                                                   | Londra                                                                     | Inghilterra                                                                | 2 – 0                                                                      | Camerun                                                                    | Amichevole                                                                 | -                                                                          |                                                                            |
| 27-3-1991                                                                  | Londra                                                                     | Inghilterra                                                                | 1 – 1                                                                      | Irlanda                                                                    | Qual. Euro 1992                                                            | -                                                                          | 75’                                                                        |
| 21-5-1991                                                                  | Londra                                                                     | Inghilterra                                                                | 3 – 1                                                                      | Unione Sovietica                                                           | Amichevole                                                                 | -                                                                          | 70’                                                                        |
| 8-6-1991                                                                   | Wellington                                                                 | Nuova Zelanda                                                              | 0 – 2                                                                      | Inghilterra                                                                | Amichevole                                                                 | -                                                                          |                                                                            |
| 12-5-1992                                                                  | Budapest                                                                   | Ungheria                                                                   | 0 – 1                                                                      | Inghilterra                                                                | Amichevole                                                                 | -                                                                          | 70’                                                                        |
| 14-10-1992                                                                 | Londra                                                                     | Inghilterra                                                                | 1 – 1                                                                      | Norvegia                                                                   | Qual. Mondiali 1994                                                        | -                                                                          | 69’                                                                        |
| 18-11-1992                                                                 | Londra                                                                     | Inghilterra                                                                | 4 – 0                                                                      | Turchia                                                                    | Qual. Mondiali 1994                                                        | -                                                                          |                                                                            |
| 31-3-1993                                                                  | Smirne                                                                     | Turchia                                                                    | 0 – 2                                                                      | Inghilterra                                                                | Qual. Mondiali 1994                                                        | -                                                                          | 85’                                                                        |
| 29-5-1993                                                                  | Chorzów                                                                    | Polonia                                                                    | 1 – 1                                                                      | Inghilterra                                                                | Qual. Mondiali 1994                                                        | 1                                                                          | 70’                                                                        |
| 2-6-1993                                                                   | Oslo                                                                       | Norvegia                                                                   | 2 – 0                                                                      | Inghilterra                                                                | Qual. Mondiali 1994                                                        | -                                                                          | 46’                                                                        |
| 9-6-1993                                                                   | Foxborough                                                                 | Stati Uniti                                                                | 2 – 0                                                                      | Inghilterra                                                                | USA Cup 1993                                                               | -                                                                          | 35’                                                                        |
| 13-6-1993                                                                  | Washington                                                                 | Brasile                                                                    | 1 – 1                                                                      | Inghilterra                                                                | USA Cup 1993                                                               | -                                                                          |                                                                            |
| 19-6-1993                                                                  | Pontiac                                                                    | Germania                                                                   | 2 – 1                                                                      | Inghilterra                                                                | USA Cup 1993                                                               | -                                                                          | 70’                                                                        |
| 8-9-1993                                                                   | Londra                                                                     | Inghilterra                                                                | 3 – 0                                                                      | Polonia                                                                    | Qual. Mondiali 1994                                                        | -                                                                          |                                                                            |
| 13-10-1993                                                                 | Rotterdam                                                                  | Paesi Bassi                                                                | 2 – 0                                                                      | Inghilterra                                                                | Qual. Mondiali 1994                                                        | -                                                                          | 71’                                                                        |
| 17-11-1993                                                                 | Bologna                                                                    | San Marino                                                                 | 1 – 7                                                                      | Inghilterra                                                                | Qual. Mondiali 1994                                                        | 4                                                                          |                                                                            |
| 17-5-1994                                                                  | Londra                                                                     | Inghilterra                                                                | 5 – 0                                                                      | Grecia                                                                     | Amichevole                                                                 | -                                                                          | 70’                                                                        |
| 22-5-1994                                                                  | Londra                                                                     | Inghilterra                                                                | 0 – 0                                                                      | Norvegia                                                                   | Amichevole                                                                 | -                                                                          | 77’                                                                        |
| 7-9-1994                                                                   | Londra                                                                     | Inghilterra                                                                | 2 – 0                                                                      | Stati Uniti                                                                | Amichevole                                                                 | -                                                                          | 80’                                                                        |
| 12-10-1994                                                                 | Londra                                                                     | Inghilterra                                                                | 1 – 1                                                                      | Romania                                                                    | Amichevole                                                                 | -                                                                          | 72’                                                                        |
| 9-11-1996                                                                  | Tbilisi                                                                    | Georgia                                                                    | 0 – 2                                                                      | Inghilterra                                                                | Qual. Mondiali 1998                                                        | -                                                                          | 81’                                                                        |
| 12-2-1997                                                                  | Londra                                                                     | Inghilterra                                                                | 0 – 1                                                                      | Italia                                                                     | Qual. Mondiali 1998                                                        | -                                                                          | 87’                                                                        |
| 29-3-1997                                                                  | Londra                                                                     | Inghilterra                                                                | 2 – 0                                                                      | Messico                                                                    | Amichevole                                                                 | -                                                                          | 37’                                                                        |
| 24-5-1997                                                                  | Manchester                                                                 | Inghilterra                                                                | 2 – 1                                                                      | Sudafrica                                                                  | Amichevole                                                                 | 1                                                                          |                                                                            |
| 4-6-1997                                                                   | Nantes                                                                     | Inghilterra                                                                | 2 – 0                                                                      | Italia                                                                     | Amichevole                                                                 | 1                                                                          | 76’                                                                        |
| 7-6-1997                                                                   | Montpellier                                                                | Francia                                                                    | 0 – 1                                                                      | Inghilterra                                                                | Amichevole                                                                 | -                                                                          | 80’                                                                        |
| 10-6-1997                                                                  | Parigi                                                                     | Inghilterra                                                                | 0 – 1                                                                      | Brasile                                                                    | Amichevole                                                                 | -                                                                          | 74’                                                                        |
| 10-9-1997                                                                  | Londra                                                                     | Inghilterra                                                                | 4 – 0                                                                      | Moldavia                                                                   | Qual. Mondiali 1998                                                        | 2                                                                          |                                                                            |
| 11-10-1997                                                                 | Roma                                                                       | Italia                                                                     | 0 – 0                                                                      | Inghilterra                                                                | Qual. Mondiali 1998                                                        | -                                                                          |                                                                            |
| 23-5-1998                                                                  | Londra                                                                     | Inghilterra                                                                | 0 – 0                                                                      | Arabia Saudita                                                             | Amichevole                                                                 | -                                                                          | 60’                                                                        |
| 27-5-1998                                                                  | Casablanca                                                                 | Marocco                                                                    | 0 – 1                                                                      | Inghilterra                                                                | Amichevole                                                                 | -                                                                          | 26’                                                                        |
| 14-10-1998                                                                 | Lussemburgo                                                                | Lussemburgo                                                                | 0 – 3                                                                      | Inghilterra                                                                | Qual. Euro 2000                                                            | -                                                                          | 77’                                                                        |
| 18-11-1998                                                                 | Londra                                                                     | Inghilterra                                                                | 2 – 0                                                                      | Rep. Ceca                                                                  | Amichevole                                                                 | -                                                                          | 70’                                                                        |
| Totale                                                                     |                                                                            | Presenze                                                                   | 33                                                                         |                                                                            | Reti                                                                       | 9                                                                          |                                                                            |

## Palmarès

### Club

#### Competizioni nazionali
- Coppa di Lega inglese: 1

Arsenal: 1992-1993
- Coppa d'Inghilterra: 2

Arsenal: 1992-1993, 1997-1998
- Campionato inglese: 1

Arsenal: 1997-1998
- Coppa di Lega scozzese: 1

Celtic: 1999-2000

#### Competizioni internazionali
- Coppa delle Coppe: 1

Arsenal: 1993-1994

### Individuale
- Capocannoniere della First Division: 1

1991-1992 (29 gol)
- Capocannoniere della League Cup: 3

1992-1993 (5 gol),  1993-1994 (6 gol), 1995-1996 (7 gol)
- Capocannoniere della Coppa delle Coppe: 1

1994-1995 (9 gol)